# Bažina (Velká francouzská revoluce)
Bažina (francouzsky Le Marais) bylo označení pro jedno z politických uskupení v době Velké francouzské revoluce. Jednalo se o umírněné křídlo revolucionářů v Národním konventu. V počátcích mělo zhruba 400 poslanců, tedy více, než měla konkurenční Hora. Camille Desmoulins nazýval tuto skupinu poslanců též Stranou flegmatiků. Hlavními představiteli byli tzv. girondisté.

## Název
Označení klubu pocházelo z umístění poslaneckých křesel v Národním konventu. Členové skupiny sedávali na křeslech umístěných v dolní části auditoria, a proto se zpočátku jejich uskupení označovalo jako Plaine (Rovina). Později byli označováni za Bažinu. Tento výraz se poprvé objevil v novinách L'Ami du peuple. Naopak jejich politická konkurence obsazovala výše položená sedadla, a proto se pro ni vžilo označení Hora. 
Marais se skládala ze skupin měšťanů, kteří zastávali liberální a republikánský postoj. Všichni byli spojeni událostmi roku 1789, Revoluci vnímali jako své dílo a usilovali o jednotu všech republikánů.

## Členové
K významným členům patřili Henri Grégoire, Emmanuel Joseph Sieyès, Boissy d'Anglas nebo Jean-Jacques Régis de Cambacérès. Jiní v roce 1793 přešli do tábora Hory, jako např. Bertrand Barère de Vieuzac, Georges Couthon, Pierre Joseph Cambon či Lazare Carnot. Mnozí z nich však při thermidorském převratu vystupovali jako odpůrci Maximiliena Robespierra.